# Wohnhaus Grüner Weg 25
Das Wohnhaus Grüner Weg 25 in der niedersächsischen Kreisstadt Cuxhaven im Landkreis Cuxhaven stammt vom Anfang des 20. Jahrhunderts.
Aktuell (2024) wird es für Wohnungen genutzt.
Das Gebäude steht unter Denkmalschutz (siehe auch Liste der Baudenkmale in Cuxhaven).

## Geschichte und Beschreibung
Der Grüne Weg wurde seit 1845 und im südlichen Abschnitt ab 1900 bebaut. Die Wohnhäuser Nr. 25, Nr. 31 und Nr. 37 sind denkmalgeschützt.
Das zweigeschossige traufständige verputzte Gebäude auf Keller mit ziegelgedecktem Mansarddach und dreigeschossigem seitlichen Giebelrisalit wurde 1909 gebaut. Die Fassaden wurden mit Putzdekor vor allem im Bereich der Fenster gestaltet, wobei das große Fenster mit Korbbogen den Risalitgiebel betont. Der unterbetonte Eingang liegt an der linken Seite.
Das Landesdenkmalamt befand u. a.: „… orts-, bau- und kunstgeschichtlicher, gebäudetypischer und straßenbildprägender Zeugniswert … .“